# لانغناو
لانغناو (وورتمبرغ) (بالألمانية: Langenau) هي بلدة، مدينة وبلدة ألمانية تقع في ألمانيا في منطقة ألب دانوب ‏. يقدر عدد سكانها بـ 14,163 نسمة .

## المدن التوأمة
مدن لانغناو، Bridgend County Borough، Albeck وSomberek هي مدن توأمة لـلانغناو (وورتمبرغ).

## أعلام
- شتيفان فاننفيتش